# Mount Paulcke
Mount Paulcke ist ein 915 m hoher Berg an der Graham-Küste des Grahamlands im Norden der Antarktischen Halbinsel. Er ragt westlich des Huitfeldt Point an der Barilari-Bucht auf.
Luftaufnahmen der Hunting Aerosurveys Ltd. aus den Jahren von 1956 bis 1957 dienten dem Falkland Islands Dependencies Survey für eine Kartierung. Das UK Antarctic Place-Names Committee benannte den Berg 1959 nach dem deutschen Geologen und Lawinenforscher Wilhelm Paulcke (1873–1949), einem Pionier des Skibergsteigens.